# Chimerella mariaelenae
Chimerella mariaelenae is een kikker uit de familie glaskikkers (Centrolenidae). Het was lange tijd de enige soort uit het monotypische geslacht Chimerella, tot in 2014 een tweede soort werd beschreven: Chimerella corleone.
De soort werd voor het eerst wetenschappelijk beschreven door Diego Francisco Cisneros-Heredia en Roy Wallace McDiarmid in 2006. Oorspronkelijk werd de wetenschappelijke naam Centrolene mariaelenae gebruikt.
Chimerella mariaelenae komt voor in delen van Zuid-Amerika en is endemisch in Ecuador.